# Liste des pointes du golfe du Morbihan
Pour un article plus général, voir Golfe du Morbihan.
 (mai 2025).
Si vous disposez d'ouvrages ou d'articles de référence ou si vous connaissez des sites web de qualité traitant du thème abordé ici, merci de compléter l'article en donnant les références utiles à sa vérifiabilité et en les liant à la section « Notes et références ».
Cet article liste l'ensemble des caps, pointes et presqu'îles du golfe du Morbihan.

## Liste des pointes
| Nom                         | Coordonnées                 | Commune        | Commentaires |
| --------------------------- | --------------------------- | -------------- | --- |
| Pointe d'Arradon            | 47° 36′ 46″ N, 2° 50′ 09″ O | Arradon        | |
| Pointe du Béché             | 47° 33′ 10″ N, 2° 51′ 51″ O | Arzon          | |
| Pointe du Béluré            | 47° 36′ 21″ N, 2° 47′ 36″ O | Île-d'Arz      | |
| Pointe de Bénance           | 47° 32′ 56″ N, 2° 46′ 38″ O | Sarzeau        | |
| Pointe de Béninz            | 47° 33′ 03″ N, 2° 51′ 30″ O | Arzon          | |
| Pointe du Berchis           | 47° 34′ 56″ N, 2° 54′ 19″ O | Larmor-Baden   | |
| Pointe de Bernon            | 47° 33′ 24″ N, 2° 48′ 25″ O | Sarzeau        | |
| Pointe de Berno             | 47° 35′ 56″ N, 2° 48′ 46″ O | Île-d'Arz      | |
| Pointe de Bilgroix          | 47° 33′ 26″ N, 2° 54′ 51″ O | Arzon          | Présence d'un dolmen ( Classé MH (1978)                                                                               |
| Pointe de Bilhervé          | 47° 35′ 11″ N, 2° 46′ 39″ O | Île-d'Arz      | |
| Pointe du Bill              | 47° 35′ 56″ N, 2° 43′ 53″ O | Séné           | |
| Pointe du Blair             | 47° 35′ 11″ N, 2° 56′ 09″ O | Baden          | Mur des Vénètes ( Inscrit MH (1970)                                                                                   |
| Pointe du Bois-Bas          | 47° 36′ 49″ N, 2° 51′ 24″ O | Baden          | |
| Pointe de Brannec           | 47° 34′ 03″ N, 2° 50′ 53″ O | Île-aux-Moines | |
| Pointe du Bréhuidic         | 47° 33′ 02″ N, 2° 49′ 38″ O | Sarzeau        | |
| Pointe de Brouel            | 47° 35′ 07″ N, 2° 49′ 01″ O | Île-d'Arz      | |
| Pointe de Brouel            | 47° 35′ 20″ N, 2° 49′ 26″ O | Île-aux-Moines | |
| Presqu'île de Conleau       | 47° 37′ 43″ N, 2° 46′ 43″ O | Vannes         | |
| Pointe de Duer              | 47° 32′ 38″ N, 2° 44′ 35″ O | Sarzeau        | |
| Pointe des Émigrés          | 47° 37′ 57″ N, 2° 46′ 08″ O | Vannes         | |
| Pointe de la Garenne        | 47° 35′ 25″ N, 2° 42′ 11″ O | Le Hézo        | |
| Pointe du Guern             | 47° 36′ 13″ N, 2° 56′ 47″ O | Baden          | |
| Pointe de Kerners           | 47° 33′ 51″ N, 2° 52′ 51″ O | Arzon          | |
| Pointe de Kerpenhir         | 47° 33′ 14″ N, 2° 55′ 42″ O | Locmariaquer   | Statue de Notre-dame-du-Kerdro                                                                                        |
| Pointe de Liouse            | 47° 34′ 43″ N, 2° 48′ 36″ O | Île-d'Arz      | Présence d'un site mégalithique                                                                                       |
| Pointe de Locmiquel         | 47° 34′ 57″ N, 2° 55′ 05″ O | Baden          | |
| Pointe du Logéo             | 47° 32′ 54″ N, 2° 50′ 53″ O | Sarzeau        | |
| Pointe du Monteno           | 47° 33′ 47″ N, 2° 54′ 28″ O | Arzon          | |
| Pointe de Montsarrac        | 47° 35′ 24″ N, 2° 43′ 13″ O | Séné           | |
| Pointe de Nénézic           | 47° 35′ 45″ N, 2° 46′ 32″ O | Île-d'Arz      | |
| Pointe de Nioul             | 47° 33′ 37″ N, 2° 51′ 36″ O | Île-aux-Moines | |
| Pointe de l'Ours            | 47° 33′ 25″ N, 2° 49′ 29″ O | Sarzeau        | |
| Pointe du Passage           | 47° 35′ 18″ N, 2° 43′ 04″ O | Saint-Armel    | |
| Pointe de Penbert           | 47° 33′ 49″ N, 2° 53′ 51″ O | Arzon          | |
| Pointe de Penhap            | 47° 34′ 16″ N, 2° 51′ 24″ O | Île-aux-Moines | Partie sud de l'île, se terminant par les pointes de Nioul et de Brannec. · Présence d'un dolmen ( Classé MH (1979)). |
| Pointe du Porquin           | 47° 37′ 19″ N, 2° 46′ 46″ O | Séné           | |
| Pointe de Port-Anna         | 47° 37′ 31″ N, 2° 46′ 42″ O | Séné           | |
| Pointe de Rosvelec          | 47° 37′ 16″ N, 2° 44′ 47″ O | Vannes         | |
| Pointe du Ruault            | 47° 33′ 10″ N, 2° 47′ 15″ O | Sarzeau        | |
| Pointe de Saint-Nicolas     | 47° 33′ 32″ N, 2° 52′ 02″ O | Arzon          | |
| Presqu'île de Séné          | 47° 37′ 00″ N, 2° 46′ 00″ O | Séné           | Dolmen de Gornevèse ( Classé MH (1968)                                                                                |
| Pointe de Séniz             | 47° 35′ 10″ N, 2° 55′ 32″ O | Baden          | |
| Pointe du Spernéguy         | 47° 34′ 43″ N, 2° 51′ 02″ O | Île-aux-Moines | |
| Pointe de Toulindac         | 47° 36′ 02″ N, 2° 51′ 19″ O | Île-aux-Moines | |
| Pointe de Toulvern          | 47° 35′ 32″ N, 2° 55′ 38″ O | Baden          | |
| Pointe du Trec'h            | 47° 36′ 28″ N, 2° 50′ 19″ O | Île-aux-Moines | |
| Presqu'île de Truscat       | 47° 32′ 30″ N, 2° 46′ 00″ O | Sarzeau        | |
| Presqu'île de la Villeneuve | 47° 35′ 39″ N, 2° 43′ 39″ O | Séné           | |

## Carte
| Arradon Béché Bénance Béninz Berchis Béluré Bernon Berno Bilgroix Bilhervé Bill Blair Bois-Bas Brannec Bréhuidic Brouel Conleau Duer Émigrés Garenne Guern Kerners Kerpenhir Liouse Locmiquel Logéo Monteno Montsarrac Nénézic Nioul Ours Passage Penbert Penhap Porquin Port-Anna Rosvelec Ruault Saint-Nicolas Séné Séniz Spernéguy Toulindac Toulvern Trec'h Truscat Villeneuve Presqu'île de Rhuys |